# Коломбо, Витторино
Витторино Коломбо (итал. Vittorino Colombo; 3 апреля 1925, Альбьяте, Италия — 1 июня 1996, Рим, Италия) — итальянский государственный деятель, председатель Сената Италии  (1983).

## Биография
После войны окончил экономический факультет Католического университета Святого Сердца и начал работать менеджером исследовательского центра Монтекатини. Активно участвовал в отстаивании интересов наёмных работников, способствовал появлению и укреплению товариществ собственников жилья.
В 1958 г. впервые избирается в парламент.
В 1966—1968 гг. — заместитель министра финансов в третьем кабинете Альдо Моро.
В 1968—1969 гг. — министр внешней торговли в правительстве Мариано Румора. На этом посту активно содействовал развитию торгово-экономических отношений со странами СЭВ, а также с КНР.
В 1969—1970 гг. — министр торгового флота,
в 1974 г. — министр здравоохранения,
в 1976—1978 гг. — министр по делам почты и телекоммуникаций,
в 1978—1979 гг. — министр транспорта и торгового флота Италии,
в 1979—1980 гг. — вновь министр по делам почты и телекоммуникаций.
В 1983 г. избирался председателем Сената Италии.